# Comuna Skrîhove, Horohiv
Skrîhove (în ucraineană Скригове) este o comună în raionul Horohiv, regiunea Volînia, Ucraina, formată din satele Pîlhanî și Skrîhove (reședința).

## Demografie
Componența lingvistică a satului Skrîhove
     Ucraineană (99,41%)
     Alte limbi (0,59%)
Conform recensământului din 2001, majoritatea populației satului Skrîhove era vorbitoare de ucraineană (99,41%), existând în minoritate și vorbitori de alte limbi.